# 日本指揮者協会
日本指揮者協会（にほんしきしゃきょうかい、英語名称：Nippon Conductor Association、略称：NCA）は、1950年（昭和25年）2月27日に設立された団体。設立者は山田耕筰、近衛秀麿、齋藤秀雄、上田仁、尾高尚忠、金子登、山田一雄、渡辺暁雄、高田信一、森正。

## 歴代会長
- 初代 山田耕筰
- 第2代 齋藤秀雄
- 第3代 朝比奈隆
- 第4代 荒谷俊治
- 第5代 秋山和慶